# 대한민국 요리
대한민국 요리(大韓民國料理) 또는 남한 요리(南韓料理)는 한국 요리의 한 갈래로, 현재 대한민국 관할 하에 있는 남한 지역에서 발전한 고유의 요리이다. 주로 한국 요리(韓國料理)라고 부르기도 한다.

## 종류
고기 소비량이 많아지며 족발, 삼겹살구이, 뒷고기 등의 요리가 생겨났다. 족발은 실향민에 의해 탄생한 요리로도 알려져 있다. 그리고 고기 튀김 요리로 닭강정이나 치킨 등의 요리도 생겨났다.
한국 전쟁 이후 피난민들이 내려오면서 이북식 냉면이 정착되었다. 보통, 북한에서 먹던 것들은 남한에서만 남았더라도 남한 요리라고 부르지는 않는다. 부산에서는 밀을 사용한 밀면이 생겨났다. 해방 당시의 남한에는 향토 냉면으로 진주냉면이 있었는데, 당시에는 물냉면만 있었지만 타지의 냉면의 영향을 받아 비빔냉면 형태도 생겨났다.
외국에서 들어왔거나 새로 활용되기 시작한 새로운 식재료를 전통적인 방식의 영향을 받은 방법으로 조리한 요리로 아귀찜이나 부대찌개, 어묵 등의 요리도 생겨났다. 퓨전 요리들이 있다. 과거에는 주로 일본 요쇼쿠의 영향을 받은 경양식 요리들이 많았다. 돈가스나 고로케가 있다.
기존의 식재료를 새롭게 한국 요리의 방식으로 조리한 요리도 생겨났는데, 안동찜닭이나 닭갈비가 있다.

### 분식

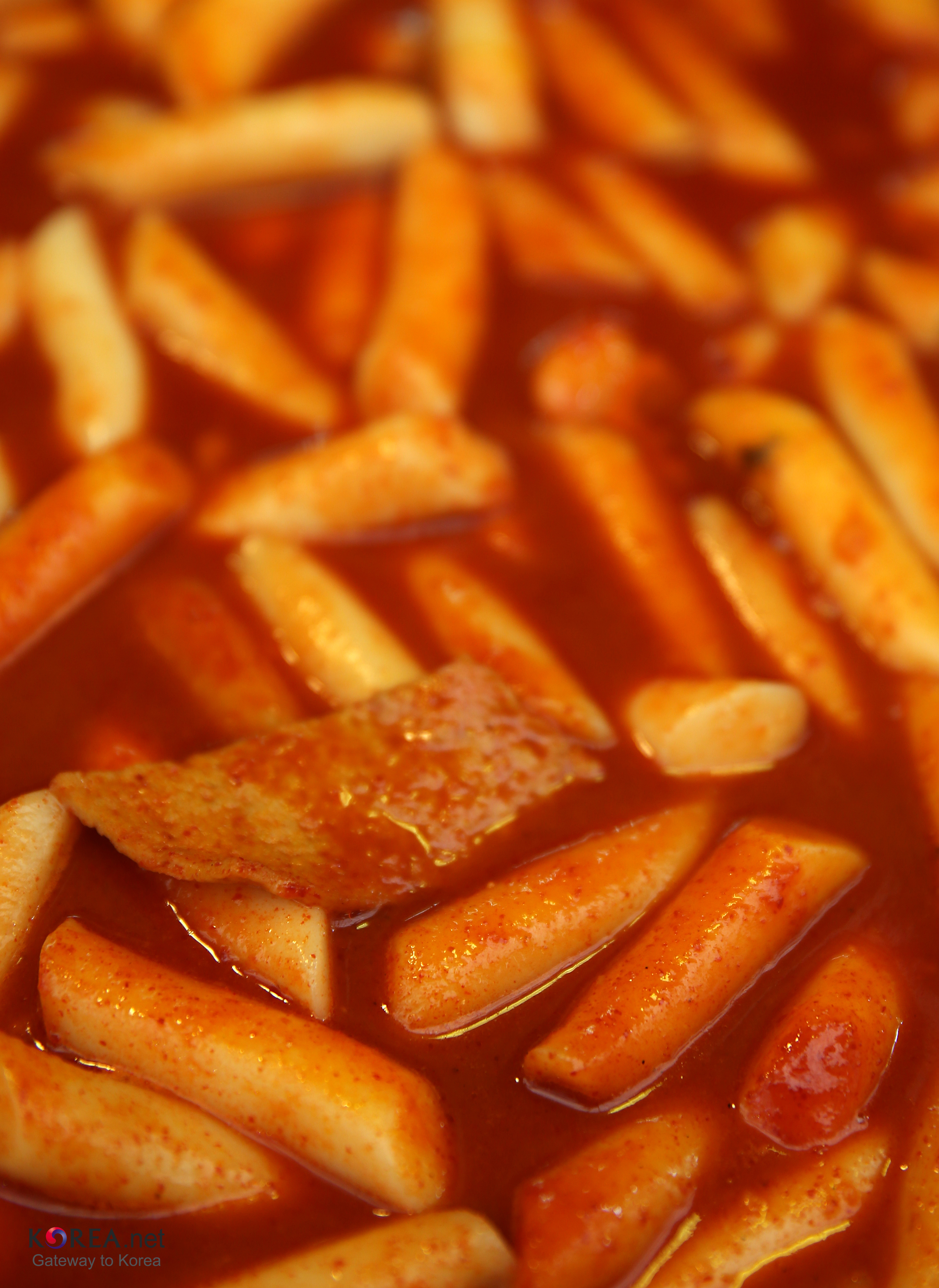
떡볶이

떡볶이와 어묵꼬치, 김밥 등 분식류가 생겨났다.

### 한국식 중국 요리
중화 요리라고도 부르며 짜장면과 짬뽕, 탕수육 등이 있다.

## 같이 보기
- 한국 요리
- 조선민주주의인민공화국 요리